# Włodzimierz Kierp
Włodzimierz Martynowicz Kierp, ros. Владимир Мартынович Керп (ur. 26 maja?/8 czerwca 1903 w Gałoszewie k. Orszy, zm. 30 stycznia 1980 w Widnoje) – generał major Armii Czerwonej i generał brygady Wojska Polskiego.

## Życiorys
Pochodził z polskiej rodziny osiadłej w guberni witebskiej. Od stycznia 1923 w Armii Czerwonej, w 1928 ukończył Oficerską Szkołę Artylerii im. Krasina w Moskwie, pełnił różne funkcje sztabowe i dowódcze. W 1940 wziął udział w agresji na Finlandię. W czasie II wojny światowej dowodził między innymi 1 Kijowską Gwardyjską Brygadą Artylerii. 15 kwietnia 1944 odkomenderowany do Wojska Polskiego w stopniu pułkownika i wyznaczony na stanowisko dowódcy 5 Brygady Artylerii Ciężkiej. 3 listopada 1944 awansowany na generała brygady. Przeszedł szlak bojowy z 1 Armią WP. Podczas walk sześciokrotnie ranny. Po zakończeniu wojny został komendantem Oficerskiej Szkoły Artylerii Nr 1 w Chełmie. Od 1 kwietnia do 15 lipca 1946 był dowódcą 7 Łużyckiej Dywizji Piechoty.
Był szefem Wojewódzkiego Komitetu Bezpieczeństwa w Katowicach. 
30 sierpnia 1946 powrócił do ZSRR.
Zmarł 30 stycznia 1980 i został pochowany na cmentarzu w Widnoje.

## Ordery i odznaczenia
- Order Lenina (ZSRR, 19 listopada 1951)
- Order Czerwonego Sztandaru (ZSRR, pięciokrotnie: 20 sierpnia 1942, 31 sierpnia 1943, 3 listopada 1944, 7 maja 1945, 10 czerwca 1945)
- Order Suworowa II klasy (ZSRR, 17 października 1943)
- Order Bohdana Chmielnickiego II klasy (ZSRR, 1 października 1944)
- Order Czerwonej Gwiazdy (ZSRR)
- Medal „Za obronę Stalingradu” (ZSRR)
- Medal „Za zdobycie Berlina” (9 czerwca 1945)
- Medal „Za wyzwolenie Warszawy” (ZSRR, 9 czerwca 1945)
- Medal „Za zwycięstwo nad Niemcami w Wielkiej Wojnie Ojczyźnianej 1941–1945” (ZSRR, 9 maja 1945)
- Medal „Weteran Sił Zbrojnych ZSRR” (ZSRR)

- Krzyż Komandorski Orderu Odrodzenia Polski
- Order Krzyża Grunwaldu III klasy (11 maja 1945)[2]
- Krzyż Kawalerski Orderu Odrodzenia Polski
- Krzyż Srebrny Orderu Virtuti Militari (1945)
- Złoty Krzyż Zasługi (30 maja 1946)[3]
- Srebrny Krzyż Zasługi
- Medal za Warszawę 1939–1945
- Medal za Odrę, Nysę, Bałtyk
- Medal Zwycięstwa i Wolności 1945